# Weltpokal (Vereinsfußball)

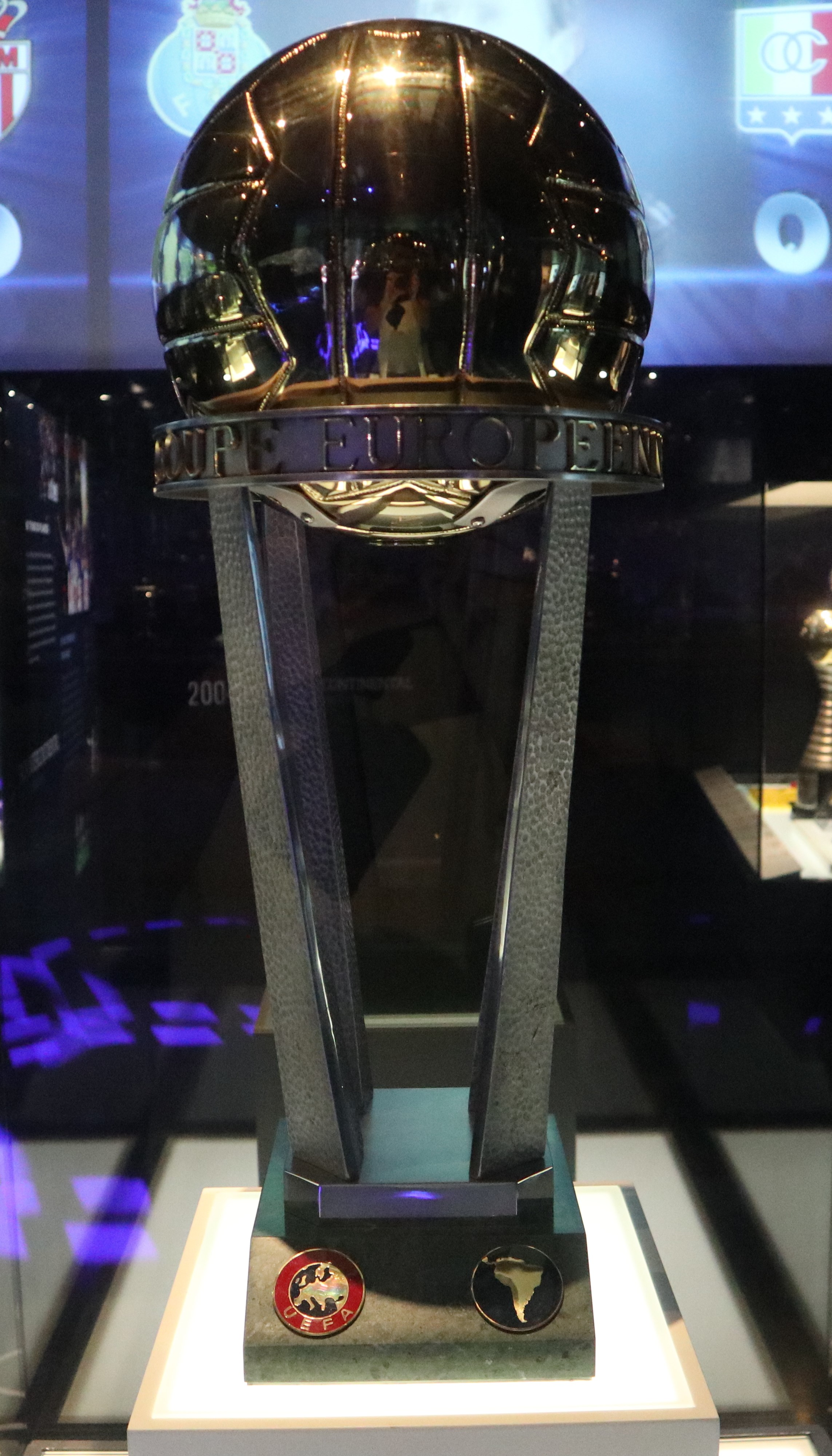
Die Trophäe der letzten Austragung (2004) in einer Vitrine des FC Porto

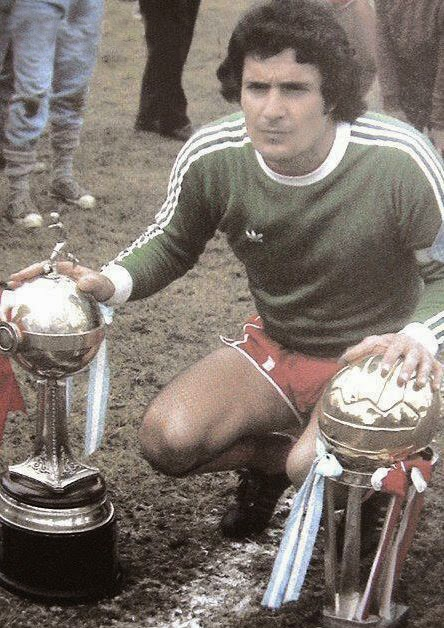
Miguel Santoro ist mit 8 Einsätzen der Rekordspieler des Wettbewerbs.

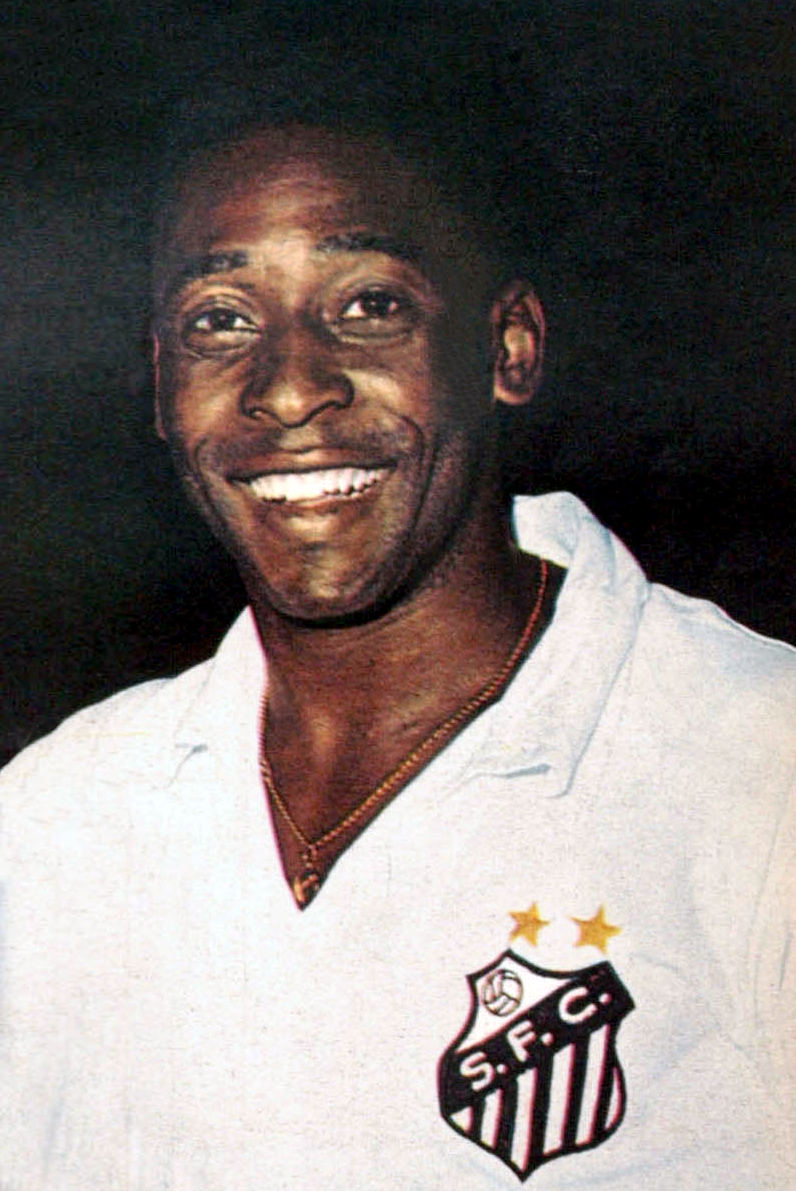
Pelé ist mit 7 Toren der Rekordtorschütze des Wettbewerbs.

Der Weltpokal (ganz Europa-Südamerika-Pokal, spanisch Copa Intercontinental oder Copa Europea-Sudamericana, englisch Intercontinental Cup oder European-South American Cup) war ein interkontinentaler Fußballwettbewerb, der von 1960 bis 2004 jährlich zwischen dem Gewinner des Europapokals der Landesmeister (bis 1992) bzw. der europäischen Champions League (ab 1992) und dem Gewinner des südamerikanischen Gegenstücks (Copa Libertadores) ausgespielt wurde. Ab 1980 wurde er von Toyota gesponsert und trug daher auch den Sponsorennamen Toyota Cup. Was Qualifikation und Austragungsmodus betraf, war der Wettbewerb mit der Copa Interamericana und dem Afro-Asien-Pokal vergleichbar, aber ungleich populärer. Der Wettbewerb wurde am 12. Dezember 2004 zum letzten Mal ausgetragen. Zwei deutsche Klubs konnten den Titel gewinnen: der FC Bayern München (1976 und 2001) und Borussia Dortmund (1997). Von den 43 Endspielen entschieden europäische Teams 21, südamerikanische 22 für sich.
Nach einem ersten Versuch im Jahr 2000 wurde von 2005 bis 2023 mit der FIFA-Klub-Weltmeisterschaft jährlich ein Turnier unter Beteiligung aller sechs Gewinner der jeweils bedeutendsten kontinentalen Klub-Wettbewerbe ausgetragen, das als dessen Nachfolger bezeichnet wird. 2017 erkannte die FIFA auch alle Sieger des Weltpokals als Klub-Weltmeister an. Eine Zusammenführung beider Wettbewerbe in eine Statistik gab es aber nicht. Mit der Erweiterung des Teilnehmerfeldes auf 32 Mannschaften, einem Spielmodus mit einer Gruppenphase und der Umstellung auf einen 4-Jahres-Rhythmus ab 2025 entfernt sich die FIFA-Klub-WM allerdings weitestgehend von der ursprünglichen Idee des Wettbewerbs, die sechs kontinentalen Meister jährlich zusammenzuführen.
Seit 2024 wird mit dem FIFA-Interkontinental-Pokal jährlich ein Wettbewerb ausgetragen, der sich nicht nur vom Namen her, sondern auch vom Modus im reinen K.-o.-System, eher an die Idee des früheren Weltpokals anlehnt, allerdings unter Beteiligung aller sechs Konföderationen.

## Geschichte
Schon zu Beginn des 20. Jahrhunderts begann die Rivalität zwischen den europäischen und südamerikanischen Fußballvereinen. Der Wettbewerb zwischen den besten Mannschaften der beiden Kontinentalverbände war eine Idee des UEFA-Generalsekretärs Henri Delaunay. Aufgrund seines Drängens rief die CONMEBOL 1960 einen südamerikanischen Wettbewerb nach Vorbild des Landesmeisterpokals der UEFA ins Leben, die Copa Libertadores. Die beiden „Kontinentalmeister“ sollten sich nunmehr miteinander messen. Am 3. Juli 1960 wurde das erste Weltpokalspiel zwischen Real Madrid und Peñarol Montevideo in Montevideo ausgetragen. Das Spiel endete 0:0. Das Rückspiel in Madrid gewann Real mit 5:1, sodass der erste Weltpokal nach Europa ging. In den folgenden Jahren wurde der Pokal weiterhin in Hin- und Rückspielen ausgetragen. Kam es nach den beiden Spielen zu einem Gleichstand nach Siegen, fand eine dritte Partie als Entscheidungsspiel statt. Dabei war die Höhe der jeweiligen Siege unerheblich.
So kam es z. B. 1961 zu einer dritten Partie zwischen Benfica Lissabon und CA Peñarol, obwohl Peñarol sein Spiel mit 5:0 und Benfica sein Spiel nur mit 1:0 gewann. Das dritte Spiel fand dabei zunächst im selben Stadion wie das zweite Spiel statt, bis man 1967 einen neutralen Austragungsort wählte. Schließlich wurde 1968 die Auswärtstorregel eingeführt.
Die Spiele wurden zum Teil mit extremem Einsatz und großer Zweikampfhärte geführt, so dass sie in den 1970ern in die Kritik gerieten. 1971 verzichtete Ajax Amsterdam auf die Teilnahme, da im Vorjahr einige gute Spieler ernsthafte Verletzungen davongetragen hatten. Auch spätere europäische Sieger folgten dem Beispiel von Ajax und ließen lieber den unterlegenen Finalisten teilnehmen. In der Zeit von 1971 bis 1979 war dies insgesamt fünfmal der Fall, aber nur Atlético Madrid konnte 1974 als Finalist den Titel gewinnen. 1973 forderte der europäische Fußballverband UEFA erfolglos das Verbot des Weltpokals.
1981 wurde der Weltpokal grundlegend reformiert. Der japanische Automobilhersteller Toyota übernahm die Finanzierung und gab dem Wettbewerb den offiziellen Namen Toyota Cup. Seither gab es nur noch ein Spiel in Tokio (bzw. von 2002 bis 2004 in Yokohama), das kurz vor Weihnachten stattfand. Gleichzeitig wurde neben der bestehenden Trophäe auch eine weitere Trophäe des Sponsors (der Toyota-Pokal) vergeben. In diesem Jahr selbst gab es allerdings zwei Spiele: Für die Sieger des Jahres 1980 im Februar und das zweite für die Sieger von 1981 Mitte Dezember.

## Spiele und Sieger des Weltpokals
| Jahr | Spielpaarung (Sieger fettgedruckt)                              | Spielpaarung (Sieger fettgedruckt) | Spielpaarung (Sieger fettgedruckt) |
| Jahr | Sieger Europapokal der Landesmeister bzw. UEFA Champions League | Ergebnisse                         | Sieger Copa Libertadores           |
| --- | --------------------------------------------------------------- | ---------------------------------- | ---------------------------------- |
| 1960 | Real Madrid                                                     | 0:0, 5:1                           | Peñarol Montevideo                 |
| 1961 | Benfica Lissabon                                                | 1:0, 0:5; 1:2 1                    | Peñarol Montevideo                 |
| 1962 | Benfica Lissabon                                                | 2:3, 2:5                           | FC Santos                          |
| 1963 | AC Mailand                                                      | 4:2, 2:4; 0:1 1                    | FC Santos                          |
| 1964 | Inter Mailand                                                   | 0:1, 2:0; 1:0 n. V. 1              | CA Independiente                   |
| 1965 | Inter Mailand                                                   | 3:0, 0:0                           | CA Independiente                   |
| 1966 | Real Madrid                                                     | 0:2, 0:2                           | Peñarol Montevideo                 |
| 1967 | Celtic Glasgow                                                  | 1:0, 1:2; 0:1 1                    | Racing Club de Avellaneda          |
| 1968 | Manchester United                                               | 0:1, 1:1                           | Estudiantes de La Plata            |
| 1969 | AC Mailand                                                      | 3:0, 1:2                           | Estudiantes de La Plata            |
| 1970 | Feyenoord Rotterdam                                             | 2:2, 1:0                           | Estudiantes de La Plata            |
| 1971 | Panathinaikos Athen 2                                           | 1:1, 1:2                           | Nacional Montevideo                |
| 1972 | Ajax Amsterdam                                                  | 1:1, 3:0                           | CA Independiente                   |
| 1973 | Juventus Turin 3                                                | 0:1                                | CA Independiente                   |
| 1974 | Atlético Madrid 4                                               | 0:1, 2:0                           | CA Independiente                   |
| 1975 | Nicht ausgetragen. 5                                            | Nicht ausgetragen. 5               | Nicht ausgetragen. 5               |
| 1976 | FC Bayern München                                               | 2:0, 0:0                           | Cruzeiro Belo Horizonte            |
| 1977 | Borussia Mönchengladbach 6                                      | 2:2, 0:3                           | Boca Juniors                       |
| 1978 | Nicht ausgetragen. 7                                            | Nicht ausgetragen. 7               | Nicht ausgetragen. 7               |
| 1979 | Malmö FF 8                                                      | 0:1, 1:2                           | Club Olimpia                       |
| Von 1980 bis 2001 in nur einem Spiel in Tokio unter der Sponsorenbezeichnung „Toyota-Cup“ ausgetragen. |                                                                 |                                    |                                    |
| 1980 | Nottingham Forest                                               | 0:1                                | Nacional Montevideo                |
| 1981 | FC Liverpool                                                    | 0:3                                | Flamengo Rio de Janeiro            |
| 1982 | Aston Villa                                                     | 0:2                                | Peñarol Montevideo                 |
| 1983 | Hamburger SV                                                    | 1:2 n. V.                          | Grêmio Porto Alegre                |
| 1984 | FC Liverpool                                                    | 0:1                                | CA Independiente                   |
| 1985 | Juventus Turin                                                  | 2:2 n. V. 4:2 i. E.                | Argentinos Juniors                 |
| 1986 | Steaua Bukarest                                                 | 0:1                                | River Plate                        |
| 1987 | FC Porto                                                        | 2:1 n. V.                          | Peñarol Montevideo                 |
| 1988 | PSV Eindhoven                                                   | 2:2 n. V. 6:7 i. E.                | Nacional Montevideo                |
| 1989 | AC Mailand                                                      | 1:0 n. V.                          | Atlético Nacional                  |
| 1990 | AC Mailand                                                      | 3:0                                | Club Olimpia                       |
| 1991 | Roter Stern Belgrad                                             | 3:0                                | CSD Colo-Colo                      |
| 1992 | FC Barcelona                                                    | 1:2                                | FC São Paulo                       |
| 1993 | AC Mailand 9                                                    | 2:3                                | FC São Paulo                       |
| 1994 | AC Mailand                                                      | 0:2                                | CA Vélez Sarsfield                 |
| 1995 | Ajax Amsterdam                                                  | 0:0 n. V. 4:3 i. E.                | Grêmio Porto Alegre                |
| 1996 | Juventus Turin                                                  | 1:0                                | River Plate                        |
| 1997 | Borussia Dortmund                                               | 2:0                                | Cruzeiro Belo Horizonte            |
| 1998 | Real Madrid                                                     | 2:1                                | CR Vasco da Gama                   |
| 1999 | Manchester United                                               | 1:0                                | Palmeiras São Paulo                |
| 2000 | Real Madrid                                                     | 1:2                                | Boca Juniors                       |
| 2001 | FC Bayern München                                               | 1:0 n. V.                          | Boca Juniors                       |
| Von 2002 bis 2004 in nur einem Spiel in Yokohama unter der Sponsorenbezeichnung „Toyota-Cup“ ausgetragen. |                                                                 |                                    |                                    |
| 2002 | Real Madrid                                                     | 2:0                                | Olimpia Asunción                   |
| 2003 | AC Mailand                                                      | 1:1 n. V. 1:3 i. E.                | Boca Juniors                       |
| 2004 | FC Porto                                                        | 0:0 n. V. 8:7 i. E.                | Once Caldas                        |
| 1 Da die Tordifferenz noch keine Rolle spielte, war ein Entscheidungsspiel erforderlich.2 Finalist Panathinaikos Athen trat aufgrund des Verzichts von Sieger Ajax Amsterdam an. 3 Finalist Juventus Turin trat aufgrund des Verzichts von Sieger Ajax Amsterdam an. Nur ein Spiel in Rom. 4 Finalist Atlético Madrid trat aufgrund des Verzichts von Sieger Bayern München an. 5 Bayern München und Independiente konnten sich auf keine Spieltermine einigen. 6 Finalist Borussia Mönchengladbach trat aufgrund des Verzichts von Sieger FC Liverpool an. 7 Liverpool und Boca Juniors verweigerten beide ihre Teilnahme. 8 Finalist Malmö FF trat aufgrund des Verzichts von Sieger Nottingham Forest an. 9 Da Olympique Marseille aufgrund eines Bestechungsskandals gesperrt war, trat Finalist AC Mailand an. |                                                                 |                                    |                                    |

## Ranglisten
| Rang |  | Klub                      | Titel | Jahr(e)          |
| ---- |  | ------------------------- | ----- | ---------------- |
| 1    |  | Boca Juniors              | 3     | 1977, 2000, 2003 |
|      |  | Real Madrid               | 3     | 1960, 1998, 2002 |
|      |  | AC Mailand                | 3     | 1969, 1989, 1990 |
|      |  | Nacional Montevideo       | 3     | 1971, 1980, 1988 |
|      |  | Peñarol Montevideo        | 3     | 1961, 1966, 1982 |
| 6    |  | Ajax Amsterdam            | 2     | 1972, 1995       |
|      |  | CA Independiente          | 2     | 1973, 1984       |
|      |  | Inter Mailand             | 2     | 1964, 1965       |
|      |  | FC Bayern München         | 2     | 1976, 2001       |
|      |  | FC Porto                  | 2     | 1987, 2004       |
|      |  | FC Santos                 | 2     | 1962, 1963       |
|      |  | FC São Paulo              | 2     | 1992, 1993       |
|      |  | Juventus Turin            | 2     | 1985, 1996       |
| 14   |  | Racing Club de Avellaneda | 1     | 1967             |
|      |  | Roter Stern Belgrad       | 1     | 1991             |
|      |  | Borussia Dortmund         | 1     | 1997             |
|      |  | Estudiantes de La Plata   | 1     | 1968             |
|      |  | Atlético Madrid           | 1     | 1974             |
|      |  | Manchester United         | 1     | 1999             |
|      |  | Club Olimpia              | 1     | 1979             |
|      |  | Grêmio Porto Alegre       | 1     | 1983             |
|      |  | Flamengo Rio de Janeiro   | 1     | 1981             |
|      |  | River Plate               | 1     | 1986             |
|      |  | Feyenoord Rotterdam       | 1     | 1970             |
|      |  | CA Vélez Sarsfield        | 1     | 1994             |

| Rang | Land        | Titel |
| ---- | ----------- | ----- |
| 1    | Argentinien | 9     |
| 2    | Italien     | 7     |
| 3    | Brasilien   | 6     |
|      | Uruguay     | 6     |
| 5    | Spanien     | 4     |
| 6    | Deutschland | 3     |
|      | Niederlande | 3     |
| 8    | Portugal    | 2     |
| 9    | England     | 1     |
|      | Jugoslawien | 1     |
|      | Paraguay    | 1     |

| Rang | Kontinent  | Titel |
| ---- | ---------- | ----- |
| 1    | Südamerika | 22    |
| 2    | Europa     | 21    |

## Rekorde
| Rang | Spieler           | Klub                    | Spiele |
| ---- | ----------------- | ----------------------- | ------ |
| 1    | Miguel Santoro    | CA Independiente        | 8      |
| 2    | Alberto Spencer   | Peñarol Montevideo      | 7      |
|      | Ricardo Pavoni    | CA Independiente        | 7      |
| 4    | Carlos Bilardo    | Estudiantes de La Plata | 6      |
|      | Marcos Conigliaro | Estudiantes de La Plata | 6      |
|      | Oscar Malbernat   | Estudiantes de La Plata | 6      |
|      | Néstor Togneri    | Estudiantes de La Plata | 6      |
|      | Juan Ramón Verón  | Estudiantes de La Plata | 6      |
|      | Néstor Gonçalves  | Peñarol Montevideo      | 6      |

| Rang | Spieler         | Klub                | Tore |
| ---- | --------------- | ------------------- | ---- |
| 1    | Pelé            | FC Santos           | 7    |
| 2    | Alberto Spencer | Peñarol Montevideo  | 6    |
| 3    | Luis Artime     | Nacional Montevideo | 3    |
|      | Sandro Mazzola  | Inter Mailand       | 3    |
|      | Pepe            | FC Santos           | 3    |
|      | Joaquim Santana | Benfica Lissabon    | 3    |
|      | José Sasía      | Peñarol Montevideo  | 3    |